# Т-34 (малый танк)
Т-34 — советский опытный малый танк 1930-х годов. Был создан в 1931 — 1932 году и предназначался на роль танка, который мог бы собираться на базе освоенных автомобильных агрегатов на автомобильных заводах.

## История создания
Хотя в 1931 году было развёрнуто серийное производство танков Т-26, которые предназначались для непосредственной поддержки пехоты на поле боя, руководство Спецмаштреста посчитало эти машины достаточно сложными и дорогими. По сложившемуся тогда мнению, РККА был нужен аналогичный танк “второго эшелона” (его также называли “мобилизационным танком”), но более дешёвый и простой в производстве, с минимально возможным использованием стратегических материалов. Соответствующее техническое задание было выдано осенью того же 1931 года. Предусматривалось, что “мобилизационный танк” будет иметь бронирование и ходовые качества на уровне Т-26, но вместо подвески на листовых рессорах предстояло использовать спиральную. Боевая масса оценивалась в 4000 кг, поскольку предусматривалась возможность его переброски по дорогам в кузове 5-тонного грузовика.
В марте 1932 года на рассмотрение поступил проект, предложенный ОКМО завода им. Ворошилова, который сразу был передан на опытный завод Спецмаштреста. Его дальнейшей доработкой занималась конструкторская бригада под руководством С.А. Гинзбурга, при участии конструкторов Г. Михайлова и С. Кузина. В целом проект претерпел не слишком большие изменения, что позволило быстро приступить к изготовлению опытного образца, получившего обозначение Т-34. Проектировался в двух вариантах, с пулемётным вооружением и 20-мм пушкой.

## Конструкция

### Броневой корпус и башня
Корпус Т-34 собирался из катаных броневых листов толщиной 4 —10 мм, соединяемых при помощи заклёпок. Механик-водитель размещался слева в передней части корпуса, в немного выдвинутой вперёд бронированной рубке, которая была сделана для увеличения рабочего пространства внутри танка.

### Вооружение
Боевое отделение находилось в средней части корпуса, присутствовала башня с круговым вращением, конструкция которой была во многом схожа с башней плавающего танка Т-37А. В башне был установлен 7,62-мм пулемёт ДТ.

### Двигатель и трансмиссия
Двигатель с системой охлаждения заимствован от автомобиля ЗИС-5, его мощность составляла 73 л. с. при 2300 об/мин, а рабочий объём составлял 5550 см3. Трансмиссия также заимствована от плавающего танка Т-33. Бортовые редукторы были вынесены за пределы бронекорпуса. Для охлаждения двигателя на крыше моторно-трансмиссионного отсека был установлен воздухозаборник, защищённый бронекоробом, через который воздух всасывался вентилятором. Выхлопная труба была выведена на правый борт. Таким образом, осуществлялась определённая унификация с агрегатами других машин.

### Ходовая часть
Ходовая часть Т-34 была спроектирована заново. Она состояла из четырех опорных катков диаметром 500 мм на борт, сблокированных в две тележки с амортизацией из наклонно расположенных спиральных цилиндрических пружин, двух поддерживающих роликов, переднего ведущего и заднего направляющего колеса. Опорные катки и поддерживающие ролики оснащались резиновыми бандажами.

## Испытания
Для проведения испытаний было изготовлено два лёгких танка Т-34. Один танк имел в башне стробоскопический прибор наблюдения, другой — фару боевого света для ведения огня ночью.
На испытаниях, проведённых в 1933 году, «мобилизационные» танки Т-34 показали хорошие характеристики. Несмотря на вес 4300 кг, несколько превышающий указанные пределы, скоростные качества и проходимость оказались на уровне серийного Т-26, правда запас хода оказался всего 180 км. Из наиболее существенных недостатков отметили только слабое вооружение.
В качестве альтернативных вариантов рассматривались предложения перевооружить танк пулемётом ШКАС или мелкокалиберными пушками. Первый способ был хорош тем, что не надо было вносить изменения в существующую конструкцию, в то время как установка пушки потребовала бы создания новой башни. Тем не менее, был выбран второй вариант, поскольку огневая эффективность пушки была намного выше.
Из поступивших проектов наиболее оптимальными оказались 20-мм орудия конструкции П.Н. Сячинтова, Б.Г. Шпитального и Е. Фрайбурга. Последняя разработка была отвергнута ввиду большой казённой части пушки, дульного тормоза (что по мнению военных демаскировало танк), питанием из обойм и большой длины выстрела.
Единственно верным вариантом тогда казалась пушка Шпитального, переделанная из крупнокалиберного авиационного пулемета (ШВАК), обладавшей небольшой длиной патрона и ленточным питанием. Однако данная артсистема находилась только в стадии разработки. Чтобы не тратить времени зря макет 20-мм орудия был установлен в стандартной башне Т-34 с импровизированным коробом, имитировавшем маску пушки и кормовой нишей. Проведенные испытания возкой прошли успешно, но Б.Г. Шпитальный так и не смог своевременно предоставить хотя бы опытный образец 20-мм танкового орудия (которым в будущем окажется пушка ТНШ-20).

## Оценка проекта
Поскольку в предъявленном виде «мобилизационный» танк на вооружение РККА рекомендовать не могли, работы над Т-34 свернули уже к концу 1934 года, так как к тому времени удалось наладить массовый выпуск Т-26.